# 若開族爭取民主同盟
若開族爭取民主同盟（縮寫ALD）係緬甸一個主要在若開邦活動的政黨。該黨於1989年9月27日在緬甸仰光成立，並在同年的10月2日在緬甸的選舉委員會登記。在當年的選舉中，該黨得到了若開邦的大部分選票，並贏得了11個議席。但是，1990年的選舉結束後，軍方當局卻拒絕認可選舉結果，不少反對軍方的政黨遭到軍方鎮壓。若開族爭取民族黨不久之後也被軍方成立的國家恢復法律和秩序委員會（SLORC）宣佈爲非法，其領導人也被迫流亡海外，以繼續活動。
2012年4月4日，若開族爭取民主同盟成功在緬甸聯邦選舉委員會進行登記，取得合法活動的資格。選舉委員會解釋稱「該黨提交的申請符合法律和選舉規定」。當年11月，若開民族黨的黨員稱，當地政府指控該黨「在招募黨員時涉嫌舞弊」 ，並威脅要宣佈該黨爲非法。
2013年6月17日，若開民族發展黨和若開族爭取民主同盟簽署了合併協議。兩黨合併後的政黨被命名爲「若開民族黨」。若開民族黨成立後，若開族爭取民族同盟於2014年3月6日宣佈解散。